# Bregalgatal
Das Bregalgatal im Avers im Kanton Graubünden ist ein Hochtal auf 2000 m ü. M. oberhalb der Baumgrenze. Ökologisch einzigartig ist das Bregalgatal wegen seiner ausserordentlichen Populationsdichte an Murmeltieren.

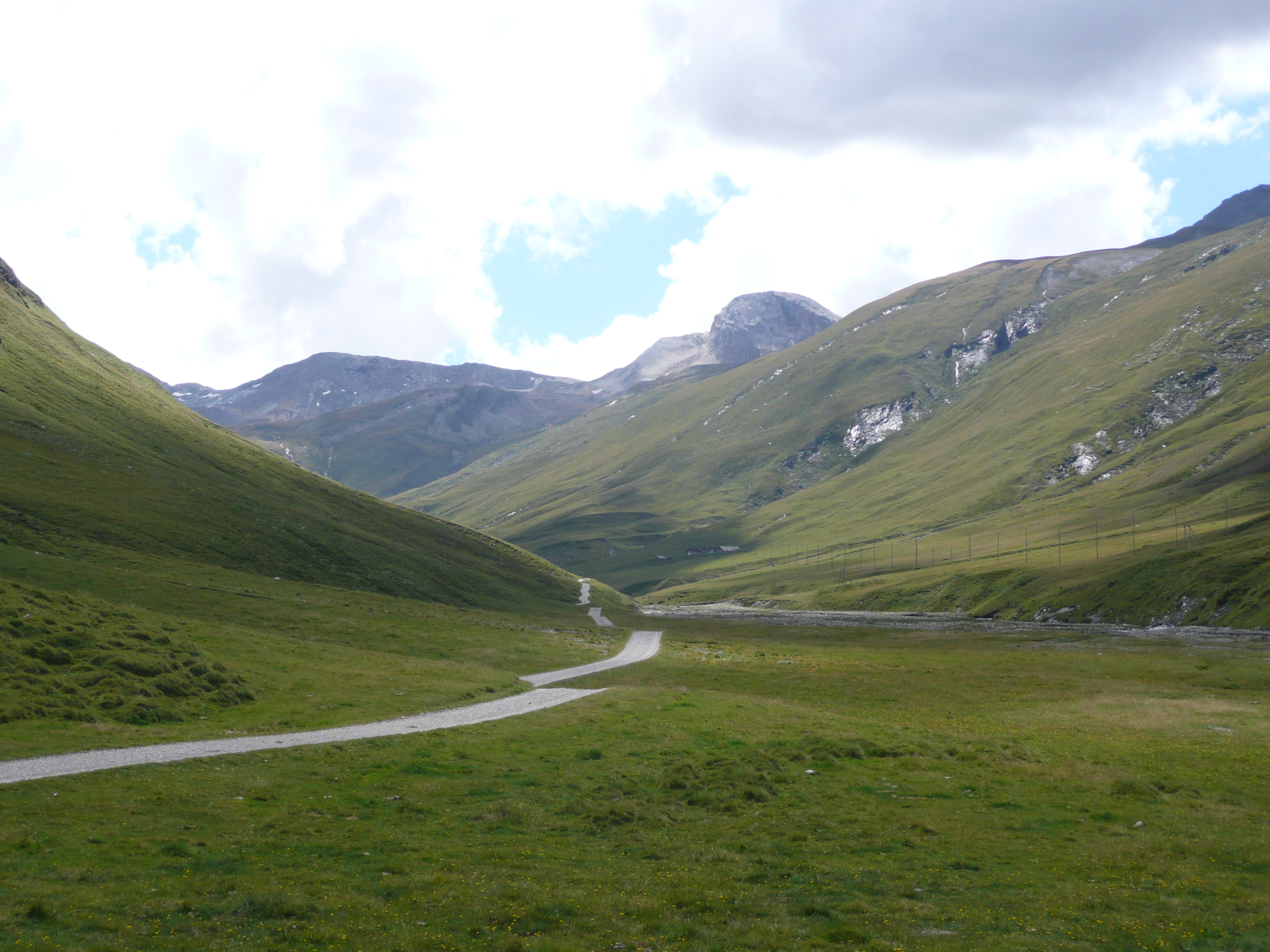
Blick ins Bergalgatal

Ein drei Kilometer langer, erlebnispädagogisch auf Familien ausgerichteter Lehrpfad dokumentiert auf zwölf Schautafeln die Lebensweise der Murmeltiere.
Das Bregalgatal wird auch wissenschaftlich erforscht. Die Veterinärmedizinische Universität Wien versah in den Jahren 2000/01 89 Murmeltiere mit Sendern und erforschte auf diese Weise in einer Feldstudie den Winterschlaf der Tiere.